# ميغان بريسكوت
ميغان بريسكوت (بالإنجليزية: Megan Prescott)‏ ولدت في (4 يونيو 1991), في لندن، إنجلترا, هي ممثلة البريطاني، ومثلت بدور كايتي فيتش، في المسلسل التلفزيوني، بشرات (مسلسل) .

## فوتوغرافك
| السنة     | الفلم         | الدور                | ملاحظة                 |
| --------- | ------------- | -------------------- | ---------------------- |
| 2008      | الأطباء       | شارلوت "كوكي" ويلوكس | الحدث: "تحدي، الحقيقة" |
| 2009-2010 | بشرات (مسلسل) | كايتي فيتش           | دور رئيسي              |